# Batalha de Buate

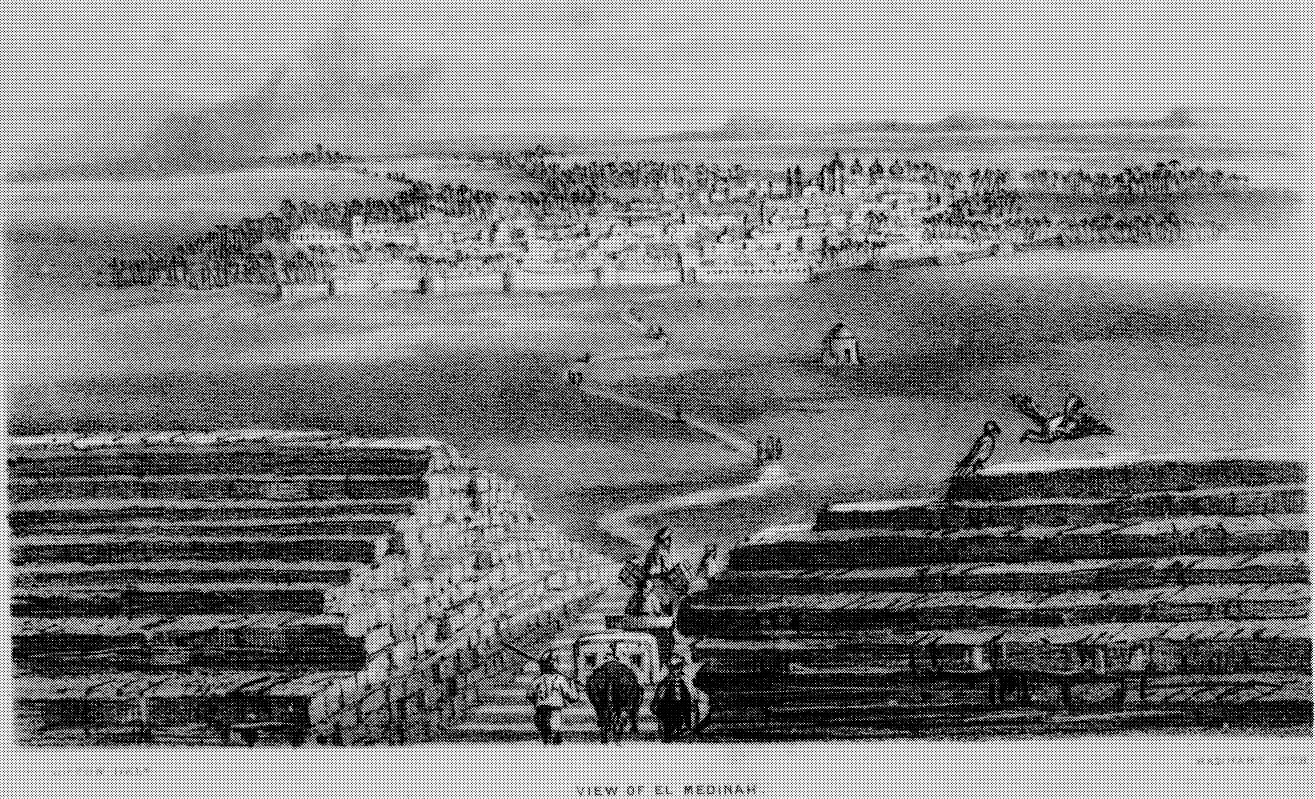
Paisagem de Medina, por Richard Francis Burton.

A Batalha de Buate (Bu'ath) foi disputada em 617 entre Banu Aus e Banu Cazeraje, tribos árabes de Medina (na época chamada Iatrebe), no sudeste do oásis de Medinã. Banu Aus era apoiada pelas tribos judaicas de Banu Nadir e Banu Curaiza, e pelos árabes beduínos os muzainaítas; o líder da aliança era Hudair ibne Simaque. A força de oposição, liderada por Anre ibne Anumane, era composta pela maioria os cazerajitas e das tribos beduínas dos juainaítas e asjaítas. O clã ausíta de Harita e o chefe cazerajita Abedalá ibne Ubai permaneceram neutros. No curso da batalha, Banu Aus e seus aliados inicialmente tiveram que recuar, mas na sequência contra-atacaram e derrotaram os cazerajitas; ambos os líderes das forças de oposição foram mortos. Apesar da vitória de Banu Aus, o resultado da batalha foi uma desconfortável trégua ao invés de uma solução definitiva.